# Luc Bauwens
Luc Bauwens (Deinze, 1951) is een Belgisch voormalig bibliothecaris. Hij was van 2003 tot 2011 directeur-bibliothecaris van de openbare bibliotheek Gent. 

## Biografie
Bauwens studeerde sociaal-cultureel werk in Gent en bibliotheekwezen in Antwerpen. Tijdens zijn studietijd was hij voor de KSA bondsleider te Nevele en verantwoordelijke voor Openluchtleven in Oost-Vlaanderen.
Vanaf 1975 werkte hij als permanent verantwoordelijke voor het jeugdhuis Beukenhof te Eeklo. Daarna maakte hij een socio-culturele studie voor het gemeentebestuur van Wachtebeke. 

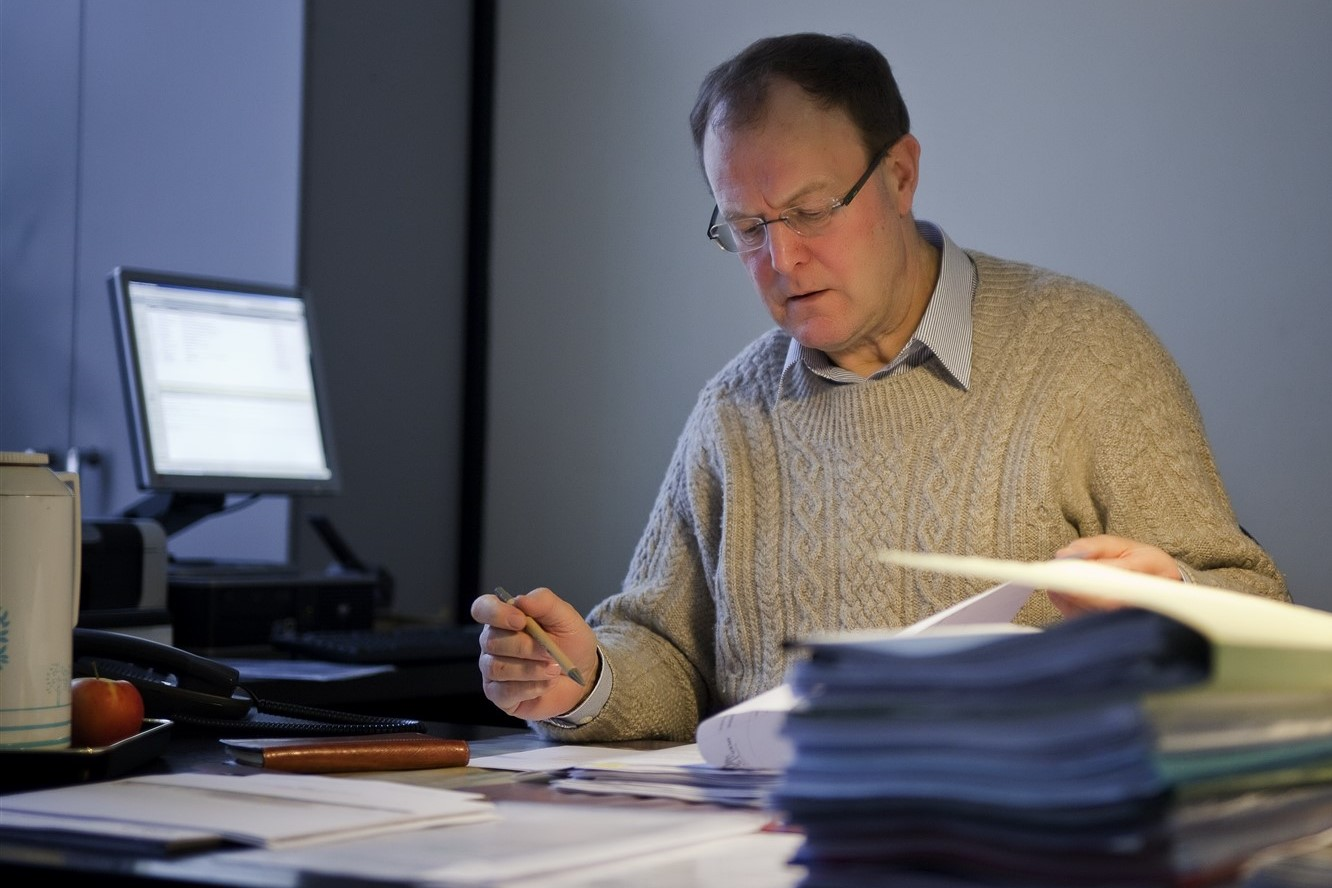
Luc Bauwens (foto Marc Careel)

In 1981 begon hij te werken voor de Gentse stadsbibliotheek. Daar stond hij eerst in voor de bibliotheekinstructie van scholieren. Hij besteedde vervolgens vooral aandacht aan de huisvesting van de Gentse openbare bibliotheken. Zo coördineerde hij samen met stedelijk architect Koen Van Nieuwenhuyse de renovatie van het  voormalige EGW-gebouw aan het Zuid tot bibliotheek.   De Gentse hoofdbibliotheek opende er in 1992.  Toen dit gebouw te klein en ongeschikt werd door het sterk toegenomen gebruik,  kon hij het beleid overtuigen om een grotere bibliotheek te bouwen. Onder zijn directie werd het bouwprogramma van bibliotheek De Krook opgesteld en onderhandeld met de architecten Coussée & Goris en Aranda Pigam Vilalta.
Hij lag ook aan de basis van de Webwijzer, een gids van kwaliteitsvolle websites die in samenwerking met andere Vlaamse en een tijdlang ook Nederlandse bibliotheken, werd uitgewerkt tussen 1997 en 2010.
Luc Bauwens werkte mee aan de oprichting van de Gentse bibliotheekschool en gaf er les van 1984 tot 1999.

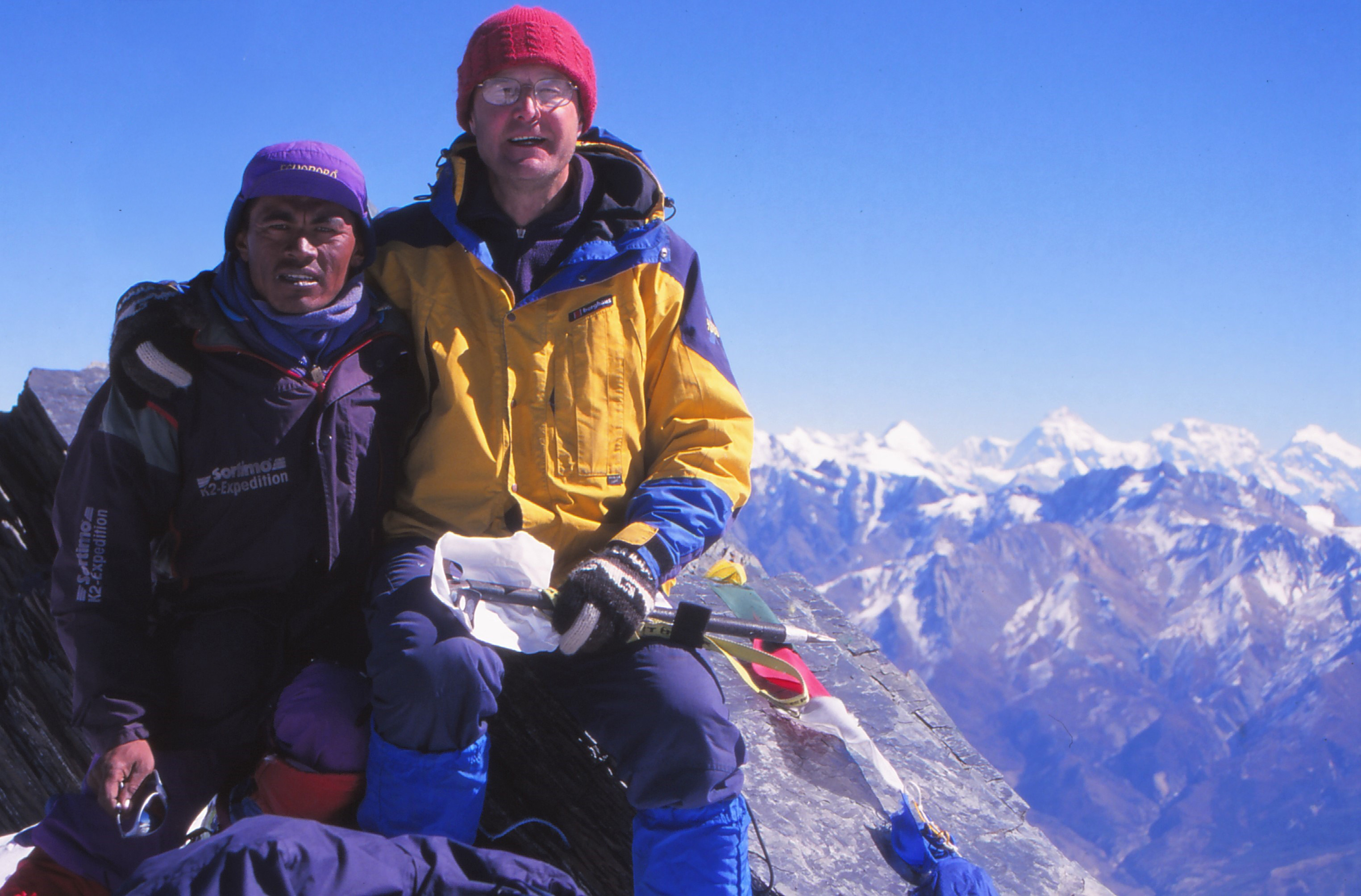
Luc Bauwens met Tirtha Tamang (l.) op de top van Dhampus Peak (6012 m, Nepal)

Hij was betrokken bij de oprichting en lid van het bestuur van het Vlaams Centrum voor Openbare Bibliotheken (later Bibnet, vanaf 2016 Cultuurconnect)  en van Luisterpunt, de openbare bibliotheek voor personen met een leesbeperking.
Hij stapte tal van Europese en Belgische GR-paden, deed trekkings en beklimmingen wereldwijd en maakte daar beeldverslagen van op de site Grote Routes: video's en kaarten over wandelroutes.

## Publicaties
- Begeleiding van aktiegroepen vanuit de volkshogeschool Elcker-ik (Gent, KVMW, 1974)
- Socio-kulturele studie Wachtebeke  (Wachtebeke, Gemeentebestuur, 1980)
- Bibliotheekinstruktie voor scholieren van 14 tot 18 jaar (Antwerpen, Stedelijke Technische Leergangen voor Bibliotheekwezen, 1983)
- Encyclopedie van het bibliotheek-, documentatie- en informatiewezen (Gent, Graduaat in de bibliotheek-, documentatie- en informatiekunde, 1985)
- Een nieuwe bibliotheek in Gent (Antwerpen, Bibliotheek- & Archiefgids nr. 68, 1992, p. 29-32)
- Webwijzer, een website story van openbare bibliotheken (Antwerpen, Bibliotheek- & Archiefgids nr. 75, 1999, p. 103-107)